# Michel-François d'Ailly
Pour les articles homonymes, voir Ailly (homonymie).
Michel-François Dailly, écrit aussi par coquetterie Michel-François d'Ailly,, est un homme politique français né à Rocquencourt (dans l'ancienne province d'Île-de-France et dans l’actuel département des Yvelines) le 26 décembre 1724 et mort le 20 août 1800 à Paucourt dans le Loiret.
D'Ailly exerça des mandats de député du Tiers état aux États généraux de 1789, à l'Assemblée constituante de 1789 (juin 1789-septembre 1791) et de sénateur durant le Consulat.

## Biographie
Michel-François Dailly naît à Rocquencourt le 26 décembre 1724,. Fils d'un garde des plaisirs du roi, autrement dit d'un garde-chasse, issu d'une longue lignée de riches laboureur franciliens, il entre très jeune dans l'administration des finances et publie plusieurs mémoires sur des questions de finances, d'économie politique et d'agriculture, travaux qui lui valent l'amitié de Turgot, de Franklin, d'Ormesson, de Malesherbes et de Necker. Il rédige conjointement avec eux plusieurs Mémoires sur les finances, l'agriculture et l'économie politique.
Il devient successivement secrétaire du garde des Sceaux en 1765, premier commis des finances en 1772,  directeur général des vingtièmes en 1774, directeur du département des impositions de 1777 à 1782, procureur syndic de l'Assemblée provinciale de l'Île-de-France en 1787, conseiller d'État en 1788.
Il est membre de plusieurs sociétés d'agriculture, notamment de celle de Rouen, de celle de Paris, où il occupe le rôle d'associé ordinaire entre 1763 et 1793 et de membre du bureau en 1785, ainsi que de la société royale d'agriculture.
En 1789, à l'âge de 64 ans, il est sollicité pour se présenter comme député aux États généraux de 1789. Du 16 au 21 mars 1789 à Chaumont-en-Vexin se tient l'assemblée générale des trois ordres pour les bailliages de Chaumont-en-Vexin et de Magny-en-Vexin. Elle procède à l'élection de quatre députés. D'Ailly est l'un des deux députés du Tiers état élus.
Le 1er juin 1789 à Versailles, alors que les négociations traînent entre le Tiers état et les deux autres ordres, il est élu doyen à l'unanimité. Il démissionne deux jours plus tard.
Il fait de nombreuses interventions à l'Assemblée nationale, entre novembre 1789 et septembre 1791. Lors de la séance du 20 novembre 1789, il fait notamment décréter que tous les députés feraient don de leurs boucles d'argent à titre de contribution patriotique.
Après la séparation de la Constituante, il est candidat du groupe des modérés, dit club de la Sainte-Chapelle, aux fonctions d'administrateur du département de la Seine. Élu le 17 octobre 1791, il démissionne le 12 juillet 1792, et opère une prudente retraite.
Les consuls l'en tirent le 3 nivôse an VIII pour le nommer membre du Sénat conservateur : plus ancien des premiers membres, il siège en tant que président lors de la première séance le 4 nivôse an VIII.
Il meurt huit mois plus tard, le 20 août 1800 (2 fructidor an VIII), au cours d'un séjour à Paucourt (Loiret), chez son parent et voisin Jean-Baptiste Petit des Roziers, dans sa propriété de Belebat.

## Reconnaissance
La ville de Magny-en-Vexin a donné le nom de Dailly à un boulevard.